# Turze (Ostrzeszów)
Turze (deutsch Turze, 1939–1945 Tischendorf) ist eine Ortschaft mit einem Schulzenamt der Landgemeinde Ostrzeszów im Powiat Ostrzeszowski der Woiwodschaft Großpolen in Polen.

## Geschichte
Anfänglich gehörte das Gebiet um Ostrzeszów und Kępno politisch zu Schlesien, wurde aber am wahrscheinlichsten um das Jahr 1146 zum Teil Großpolens. Aus dieser Zeit rührte die bis 1821 bestehende Zugehörigkeit zum Bistum Breslau.
Um das Jahr 1305 im Liber fundationis episcopatus Vratislaviensis (Zehntregister des Bistums Breslau) wurden zwei Dörfer erstmals urkundlich erwähnt: Thornicze minor und Thornicze maior. Sie wurden später entvölkert. Der Name Turze eines Ackerfelds in der Pfarrei Kochłowy erschien erst im 17. Jahrhundert, aber es ist möglich, dass er eine entstellte Form des Namens Thornicze bzw. Tchórznice ist.
1401 wurde das Gebiet von Ostrzeszów vom polnischen König dauerhaft an das Weluner Land angeschlossen. Ungefähr ab dem Jahr 1420 gehörte es der Woiwodschaft Sieradz.
Im Zuge der zweiten polnischen Teilung kam der Ort 1793 an Preußen. Im 19. Jahrhundert siedelten sich deutsche Protestanten im Dorf an, die einen Friedhof errichteten. Nach dem Ende des Ersten Weltkriegs kam Turze zu Polen, Woiwodschaft Posen. Im Jahr 1921 gab es in der Gemeinde Turze im Powiat Kępno 46 Häuser mit 302 Einwohnern, davon waren 219 Polen, 64 Deutsche, 19 Personen anderer Nationalität, 158 Römisch-Katholiken, 144 Protestanten.
Beim Überfall auf Polen 1939 wurde das Gebiet von den Deutschen besetzt und dem Landkreis Kempen im Reichsgau Wartheland zugeordnet.
Von 1975 bis 1998 gehörte Turze zur Woiwodschaft Kalisz.